# کارولین وود (شناگر)
کارولین وود (به انگلیسی: Carolyn Wood) (زادهٔ ۱۸ دسامبر ۱۹۴۵) شناگر اهل ایالات متحده آمریکا است.